# Dosilia brouni
Dosilia brouni är en svampdjursart som först beskrevs av James Barrie Kirkpatrick 1906.  Dosilia brouni ingår i släktet Dosilia och familjen Spongillidae. Inga underarter finns listade i Catalogue of Life.